# Ny1 Bootis
Ny1 Bootis (ν1 Bootis, förkortad Ny1 Boo, ν1 Boo), som är stjärnans Bayer-beteckning, är en ensam stjärna i nordöstra delen av stjärnbilden Björnvaktaren. Den har en skenbar magnitud av 5,02 och är synlig för blotta ögat där ljusföroreningar ej förekommer. Baserat på parallaxmätning inom Hipparcosuppdraget på ca 7,6 mas, beräknas den befinna sig på ett avstånd av ca 430 ljusår (132 parsek) från solen. På det beräknade avståndet minskar stjärnans skenbara magnitud med 0,13 enheter genom en skymningsfaktor på grund av interstellärt stoft.

## Egenskaper
Ny1 Bootis är en orange till röd jättestjärna av spektralklass K4.5 IIIb Ba0.4 "Ba0.4"-suffixet anger att den är en bariumstjärna, vilket innebär att stjärnans yttre atmosfär har förstärkts med s-processelement som sannolikt kommer från det som nu är en omkretsande vit följeslagare. Den har en radie som är ca 38 gånger solens radie och avger ca 1 630 gånger mer energi än solen från dess fotosfär vid en effektiv temperatur på ca 3 900 K.